# Малкото пони: Приятелството е магия
Малкото пони: Приятелството е магия (на английски: My Little Pony: Friendship Is Magic) е американски анимационен сериал, създаден от „Хасбро Студиос“. Премиерата му се състои на 10 октомври 2010 г.

## Герои
Сумрачна Искрица (на английски: Twilight Sparkle) е бледолилаво пони-крилат еднорог с лилави очи и тъмно индигова грива и опашка и е принцесата на приятелството. Тя е ученичка на принцеса Селестия. Навремето смяташе, че приятелите не са по-важни от ученето. Но едва когато намери истинските си приятели, разбра че то е по-маловажното. Може да изпълнява широк спектър от магии, включително и телепортация. Тя е високо интелигентна и обича четенето. Има бухал на име Бухалуци. Тя е елемент на магията.
Чаровница (на английски: Rarity) е сребристо-бяло пони-еднорог със сини очи и виолетова грива и опашка на букли. Тя е моден дизайнер в бутик Карусейл. Рерити е изискана, красива и има голяма страст към модата и скъпоценните камъни. Говори с трансатлантически акцент и държи на добрите обноски. Мечтата ѝ е един ден да стане световноизвестен дизайнер в Кантърлот. Има бяла персийска котка на име Белушка. Представлява елементът на щедростта. Озвучава се от Табита Гермайн
Ябълчица (на английски: Applejack) е светло оранжево земно пони със зелени очи и руса грива и опашка. Говори с южняшки акцент. Носи голяма каубойска шапка на главата си. Тя е надеждна и трудолюбива, но понякога проявява волски инат. Има по-малка сестра на име Ябълково Цветче и по-голям брат на име Големия Макинтош (Big McIntosh). Произлиза от голямо семейство, живее в Понивил заедно със сестра си, брат си и баба си. Ябълчица може да демонстрира уменията си в много случаи и има голям опит с ласо. Има куче на име Уинона. Представлява елементът на честността. Озвучава се от Ашли Бал.
Пинки Пай или Розовка (на английски: Pinkie Pie) е розово земно пони със светло сини очи и тъмно розова, буйна, къдрава грива и опашка. Освен приятелите има още 2 неща, които обича най-много – партита и сладкиши. Има беззъб алигатор на име Гъми. Може да разбере, когато наближи опасност. Тя говори много и се държи странно. Представлява елементът на смеха. Озвучава се от Андреа Либман.
Дъгичка или Бързоногата Дъга (на английски: Rainbow Dash) е небесно-синьо пони-пегас с цикламено розови очи и шарена грива и опашка с цветовете на дъгата. Тя е единственото пони-пегас, което може да направи дъгоцветна стрела. В сравнение с останалите герои, тя се държи по-момчешки. Мечтае един ден да стане една от Гръмотевиците. В един епизод си избира за домашен любимец костенурка на име Танк. Понякога става безочлива, груба и арогантна, заслепена от състезателния си дух. Представлява елементът на лоялността. Озвучава се от Ашли Бал.
Срамежливка (на английски: Fluttershy) е много плашлива и се плаши от най-малкото. Срамежливка е светло жълто пони-пегас със синьо-зелени очи и розова грива и опашка, което предпочита да живее на земята. Обича да се грижи за животните, заради музиката. Изумително упорита и пряма, когато ситуацията стане заплетена, предвид факта, че по принцип е толкова плаха. Страхува се много от възрастни дракони. Тя е мила и сладка. Има зайче на име Ейнджъл, което далеч не е ангел. Представлява елементът на добротата. Озвучава се от Андреа Либман.
Спайк (на английски: Spike) е лилаво-и-зелено бебе дракон, асистент и съквартирант на Сумрачна искрица. Влюбен е в Чаровница. Храни се със скъпоценни камъни. Той пише писмата по адрес на принцеса Селестия и помага на Сумрачна искрица със задачите ѝ. Озвучава се от Кати Уеслък.

## Второстепенни герои
Принцеса Селестия – Селестия е владетелката на Екуестрия. Тя е принцесата на деня. Кара слънцето да изгрее и залезе всеки ден. Принцеса Селестия е много мила, търпелива и иска поданиците ѝ да бъдат себе си. Някои казват, че тя е толкова мъдра защото е на повече от 1000 години. Има феникс на име Филамина. Озвучава се от Никол Оливър.
Принцеса Луна – Принцеса Луна е принцесата на нощта. Тя кара луната да изгрява и залязва. Луна е малката сестра на Селестия. Преди 1000 години тя се превръща в Кошмарната Луна, но благодарение на Елементите на Хармонията тя отново се връща към истинската си същност, за да управлява заедно със сестра си. Тя има умението да се появява в сънищата на другите. Озвучава се от Табита Гермайн.
Борците за сладурски белези – Това е група от три понита. Те са: Ябълково цветче – малката сестра на Ябълчица и Големия Макинтош (озвучава се от Мишел Кребър), Суити Бел – малката сестра на Чаровница (озвучена от Клеър Корлет) и Скуталу – почитателка на Дъгичка (озвучава се от Маделин Питърс). Заедно те правят какво ли не, за да получат своите сладурски белези, съответстващи на специалните им таланти. И най-накрая през Сезон 5 те ги получават.
Зекора – Зекора е зебра, която живее в пълна с африкански маски и тотеми колиба в Освободената гора. Понитата отиват при нея, когато имат неразрешим иначе проблем. Тя винаги говори в рими и има африкански акцент. Занимава се с вуду магия, отвари, заклинания и медитация. Озвучава се от Бренда Криклоу.
Принцеса Ми Аморе Каденза – Принцеса Кейдънс е принцесата на обичта, а и племенница на принцеса Селестия и принцеса Луна. Тя е розов крилат еднорог с шарена грива и опашка. Навремето е била бавачка на Сумрачна Искрица и сега е омъжена за брат ѝ-принц Шайнинг Армър и има дъщеря Флъри Харт. Tя е осиновена племенница на принцеса Селестия и принцеса Луна. Озвучава се от Брит Макилип.
Дискорд – Дискорд е бивш злодей и духът на хаоса. Преди 1000 години Селестия и Луна го побеждават и вкаменяват с помощта на елементите на хармонията. Той иска да завладее Екуестрия и да я управлява с хаос и дисхармония. В един епизод от 3-ти сезон, той преоткрива добрата си страна заради Срамежливка. Озвучава се от Джон де Лансие.

## Антагонисти
Кралица Крисалис – Кралица Крисалис е злата кралица на чейнджлингите. Те са зловещи същества, които могат да променят външността си. В сериала е наричана само „Кралицата на променливите“. Тя и поданиците ѝ се хранят с любов и затова атакуват Кантерлот, където се състои сватбата на принцеса Каданс (принцесата на любовта и принц Шайнинг Армър). Озвучава се от Катлийн Бар.
Крал Сомбра – Някога крал Сомбра е бил владетел на Кристалната империя. Обаче заради жестокостта и ужасното управляване на кралството, принцеса Селестия и принцеса Луна го превръщат в сянка и го прогонват. После дават на принцеса Кадънс да управлява Кристалната империя.
Лорд Тирек – Преди 1000 години, Тирек и брат му Скорпан дошли от далечна земя, за да откраднат цялата магия в Екуестрия, Обаче Скорпан се сприятелил с жителите на Екуестрия и помолил Тирек да спре, но той не го послушал. Затова Селестия и Луна изпратили Тирек в затвор далеч от Екуестрия, а Скорпан си отишъл. Лорд Тирек се озвучава от Марк Ачесън.

## Сериалът в България
През месец септември на 2013 година е пуснат с български дублаж по канал Super 7 където е преведен като Малкото Пони: Приятелството е Mагия. Озвучен е само първи сезон. Ролите се озвучават от артистите Живка Донева, Мина Костова, Венета Зюмбюлева, Константин Каракостов и Десислава Знаменова. В средата на първи сезон, Константин Каракостов е заменен от Мартин Герасков. През лятото на 2018 година по bTV повтарят първи сезон както и втори сезон озвучен на български всяка събота и неделя от 06:00, като дублажът е нов. Ролите са озвучени от същите артисти, като Венета Зюмбюлева е заместена от Татяна Етимова. Тя озвучава Рарити и Принцеса Селестия. Излъчва се до началото на 2021 година. През 2022 година във Voyo са качени 3 и 4 сезон.